# Bastide Bel-Air
La bastide Bel-Air est une bastide située à Aix-en-Provence, en France.

## Localisation
L'ensemble est situé chemin des Platanes, dans le nord d'Aix-en-Provence.

## Historique
Le bâtiment est construit à la 2e moitié du XVIIIe siècle.
Les façades et les toitures du bâtiment principal et le jardin à la française sont inscrits au titre des monuments historiques en 1980 ; le salon et la salle-à-manger sont quant à eux classés en 1980.